# 倉敷市水島緑地福田公園
倉敷市水島緑地福田公園（くらしきし みずしまりょくち ふくだこうえん） は、岡山県倉敷市水島エリアにある倉敷市営の公園・スポーツ施設である。

## 概要

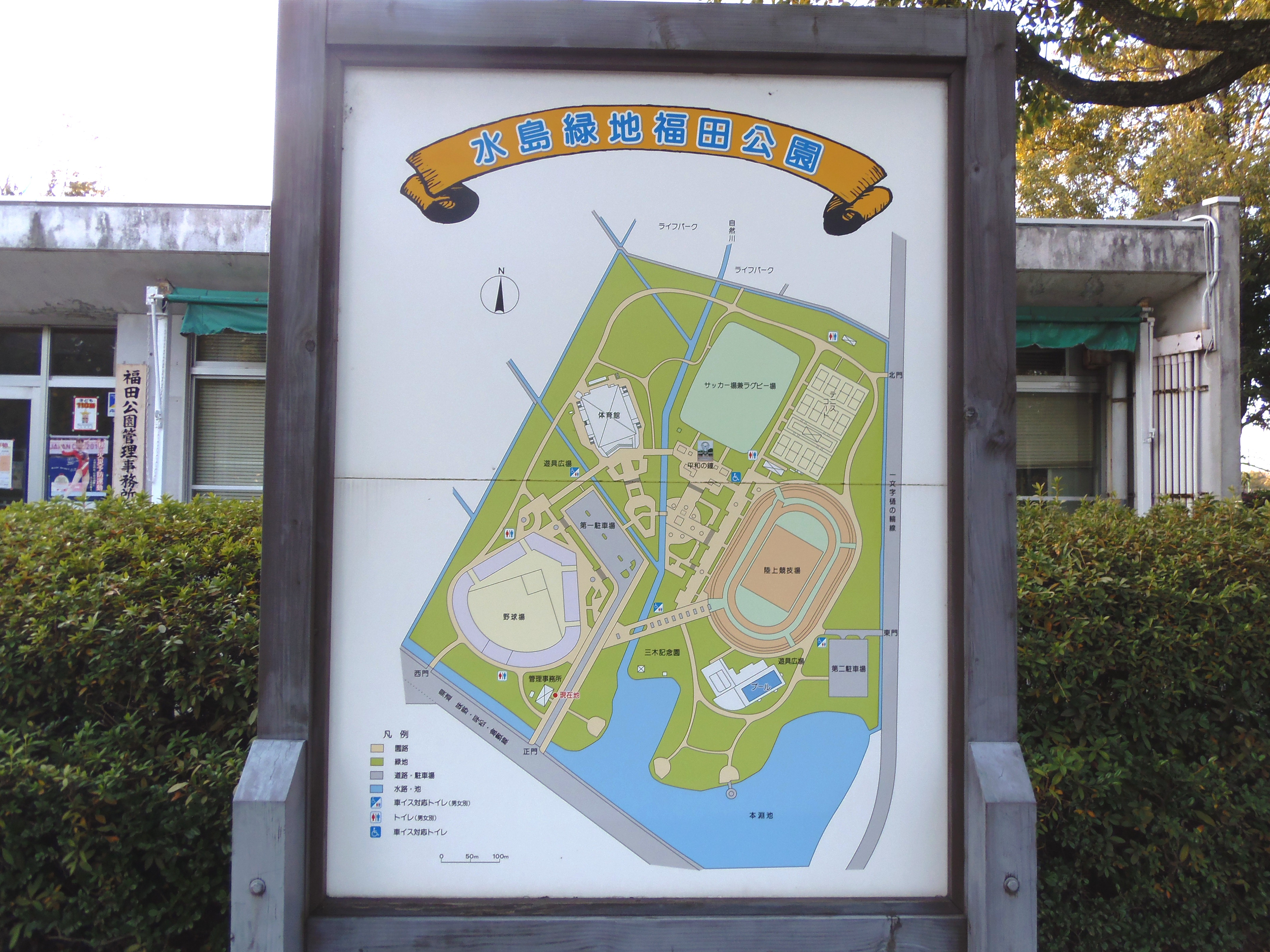
公園内の案内板

休業日は元旦のみで、ほぼ年中無休で営業している。
総面積は34万7千m2（347ヘクタール）、事業費は44億113万円。
水島臨海工業地帯の産業公害防止計画の一環として1971年（昭和46年）から6年計画の事業として建設された。
公害対策基本法に基づき、工業地帯と住居地域を分断する緩衝緑地帯を設け、健全な生活環境を確保する整備がされている。
敷地内には各種競技施設の他、ジョギングコース、広場、遊具、散策路などの施設が整備されている。また公園内には市木であるクスノキをはじめとする各種植物が植えられている。
施設の老朽化に伴い、2021年より再整備事業が進められている。
なお、隣接地には生涯学習施設の「ライフパーク倉敷」がある。
陸上競技場（閉鎖）およびサッカー場兼ラグビー場では、ファジアーノ岡山FCや三菱自動車水島FCが岡山サッカーリーグ・中国サッカーリーグ時代に主催公式戦を行ったことがある。JFLでは、少なくとも5000人程度収容可能なスタンドが必要であるため開催されていない。

## 施設
野球場
- 両翼：95m、中堅：120m
- 内野：黒土、外野：天然芝
- 収容人数：10000人（芝生席）
- 照明設備：照明塔4基

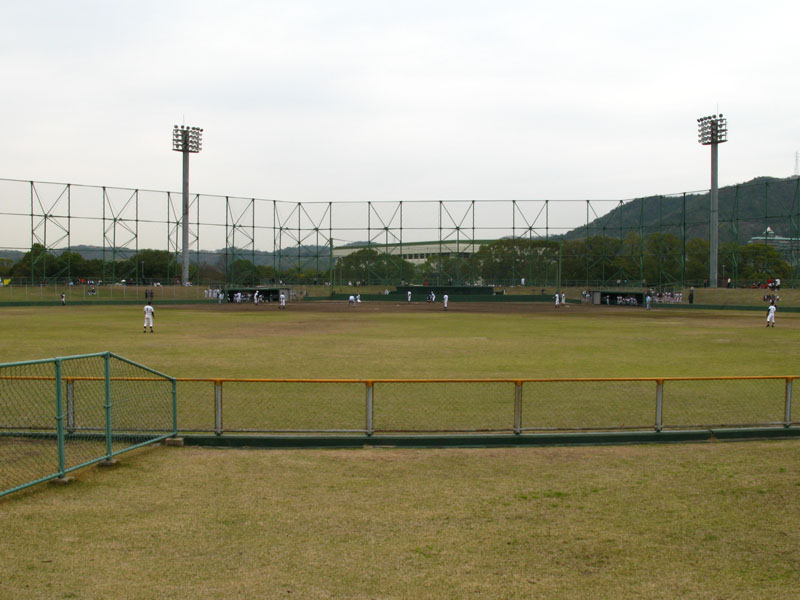
野球場・外野側から
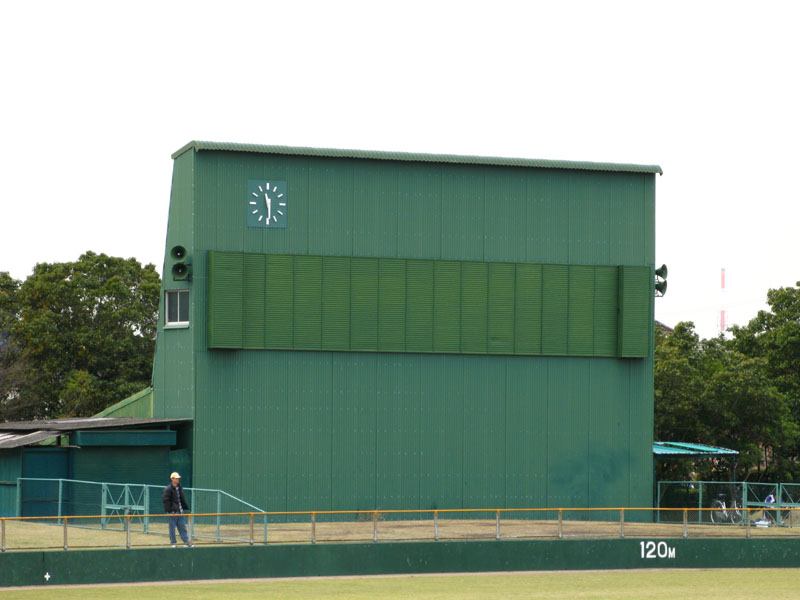
スコアボード：電光掲示板（イニング得点・ボールカウンターのみの簡易版　2013年右中間に設置。それ以前はパネル式でセンターにあったが、老朽化により一時期スコアパネルの箇所にトタンを敷設し、スコア表示ができなくなり、事実上バックスクリーンの代わりとなっていた）

サッカー場兼ラグビー場
154×109m。天然芝。
サッカー・ラグビー場（人工芝）
再整備事業に伴い、従来の陸上競技場を改修。2023年2月に落成した。
- ロングパイル人工芝
- サッカー場2面、8人制サッカー場4面、ラグビー場1面
- ウォーミングアップ場（人工芝）完備

テニスコート
全16面、砂入り人工芝
水泳場
鉄筋コンクリート製。春秋期は屋内プール、夏期は屋外プール、冬期は軽スポーツ場としての利用となる。
再整備事業に伴い、倉敷市屋内水泳センターと統合し、新たな屋内プールの整備が進められている。
体育館
鉄筋コンクリート製、3階建て。
新日本プロレスなどの大手プロレス団体が毎年数回、興行を開催していたが、2007年頃より山陽ハイツ体育館にて興行が行われるようになった。
プロボクシング興行にも使用され、ウルフ時光がワンディー・チョーチャレオンの持つWBC世界ミニマム級暫定王座に挑戦した試合も開かれた。
この他に、広場、遊具広場、池などがある。
- 野球場・外野側から
- 野球場・スコアボード

## 所在地
〒712-8046 岡山県倉敷市福田町古新田1027

## アクセス
- JR山陽本線倉敷駅より車で20分。
- 瀬戸中央自動車道・水島ICから車で約5分。
- 下電バス（塩生線） 福田運動公園前、（古城池線） 福田公園北門前 福田公園東門前下車すぐ。
- 下電バス（高速バス）ルミナス号・京都エクスプレス・岡山空港リムジンバス 福田運動公園前下車すぐ。
- 水島臨海鉄道水島駅より徒歩30分。